# Cattedrale di San Demetrio (Vladimir)
La cattedrale di San Demetrio (in russo Дмитриевский собор?) è una delle più antiche chiese della città di Vladimir, in Russia. Costruita nel periodo di Vsevolod III, è consacrata a San Demetrio di Tessalonica martire. Dal 1992 fa parte della lista dei patrimoni dell'umanità UNESCO insieme agli altri edifici conosciuti con il nome di "monumenti bianchi di Vladimir e Suzdal'".

## Storia e descrizione
Nessuna cronaca dell'epoca menziona esattamente quando la cattedrale fu costruita. Tuttavia, ci sono alcuni documenti che provano che nel 1197 un'icona di San Demetrio fu portata da Costantinopoli a Vladimir. Per questa ragione gli storici affermano che l'edificio sarebbe stato ultimato proprio in quell'anno. Quanto al momento di avvio dei lavori, invece, si contrappongono le teorie di Nikolaj Voronin e di Tatiana Timofeeva. Il primo sostiene che la costruzione iniziò nel 1194, mentre la seconda propende per il 1191.
Originariamente l'edificio era circondato da gallerie e torri e collegato al palazzo reale. La chiesa ha una sola cupola e tre absidi. Uno degli elementi di maggiore splendore e curiosità è rappresentato dalle decorazioni delle pareti esterne in pietra bianca. Oltre alla rappresentazione di numerosi santi, le decorazioni raffigurano anche personaggi storici vissuti prima di Cristo e creature mitiche. La figura centrale è rappresentata da re Davide. L'autore dei salmi dà, infatti, le chiavi per comprendere l'intero simbolismo della facciata. Sul lato sud dell'edificio trova posto persino la rappresentazione della cosiddetta "ascensione di Alessandro Magno", cosa che può apparire strana per un luogo di culto cristiano, ma che nel Medioevo non era infrequente anche nell'Europa occidentale.
All'interno della cattedrale sono ancora visibili dei frammenti degli affreschi del XII secolo raffiguranti il giudizio universale. Nel corso del XVI e del XVII secolo l'edificio subì dei lavori che, oltre a danneggiare alcuni rilievi, ne alterarono la fisionomia originaria. Nel 1835 lo zar Nicola I decise di avviare degli interventi di restauro volti a riportare la cattedrale ai fasti di un tempo.
Nel 1919 i bolscevichi chiusero la cattedrale al culto, ma riconoscendone il valore storico ne trasferirono la gestione al museo di Vladimir. Nel 1937 fu avviato un restauro che continuò anche durante la Grande Guerra patriottica. Dalla metà degli anni settanta l'edificio è stato soggetto a numerosi interventi di conservazione. Tra il 1999 ed il 2004 un ulteriore intervento di restauro è stato attuato al fine di applicare uno speciale rivestimento protettivo alle pareti.
La cattedrale è stata riaperta al pubblico nel 2005. Attualmente è sotto il controllo del museo di Vladimir-Suzdal'.

## Galleria d'immagini

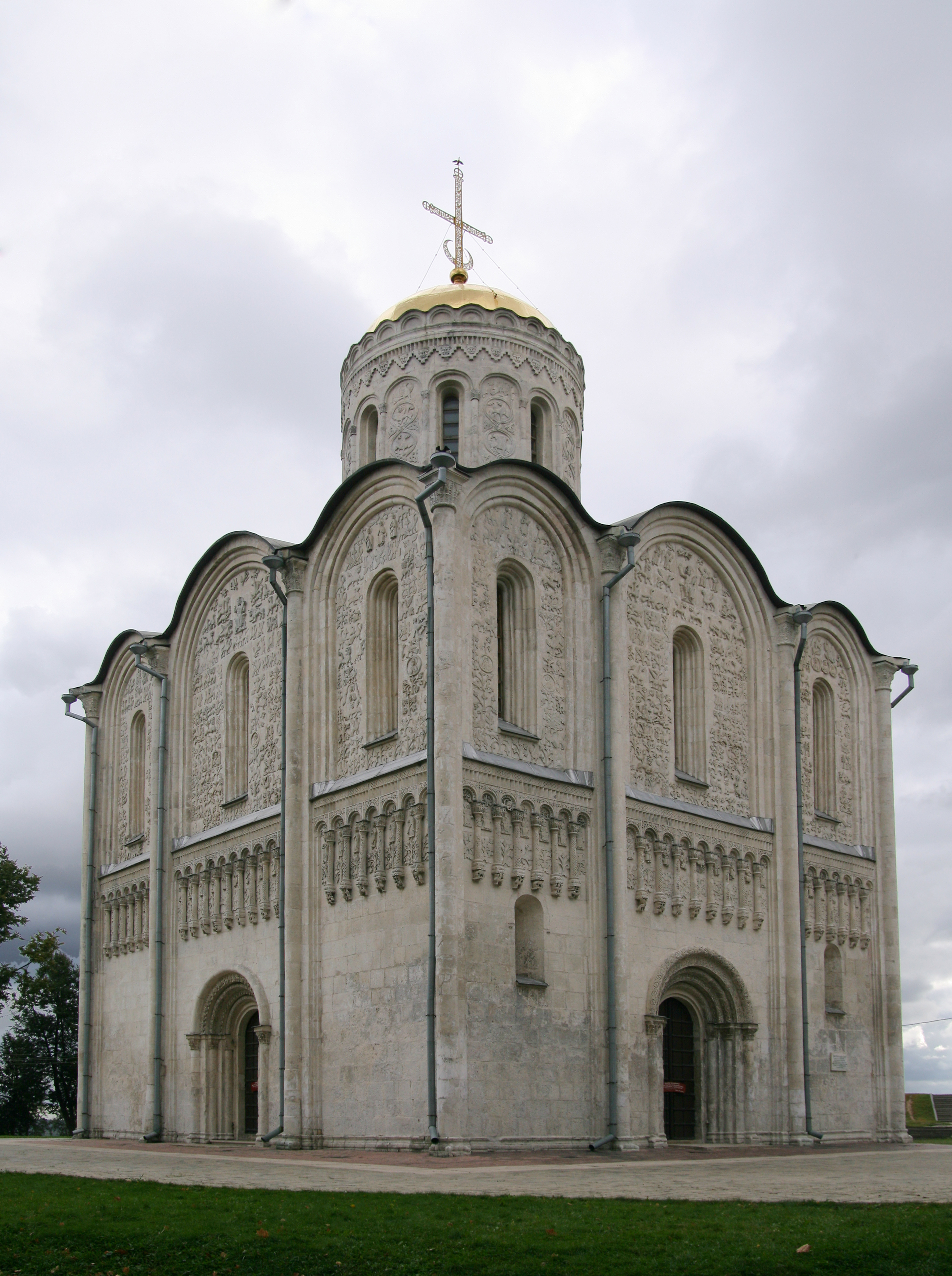
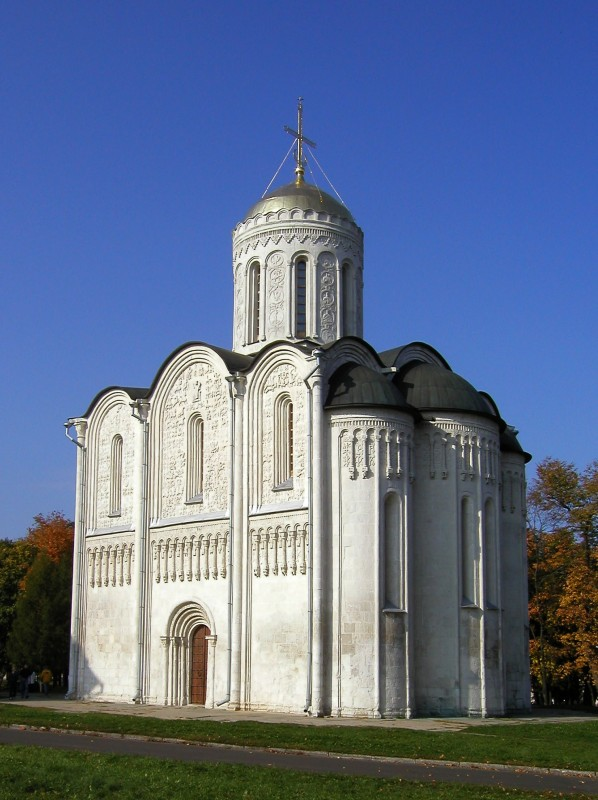
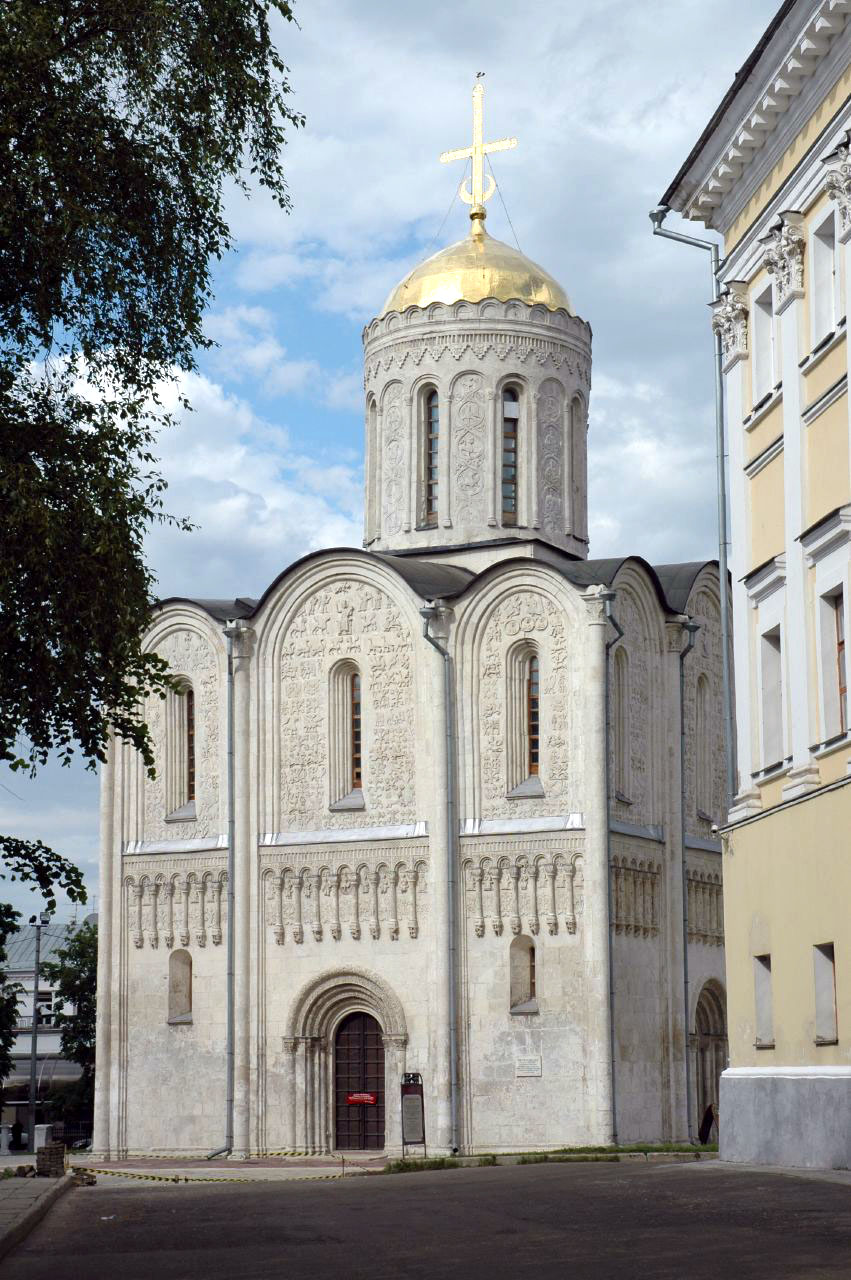
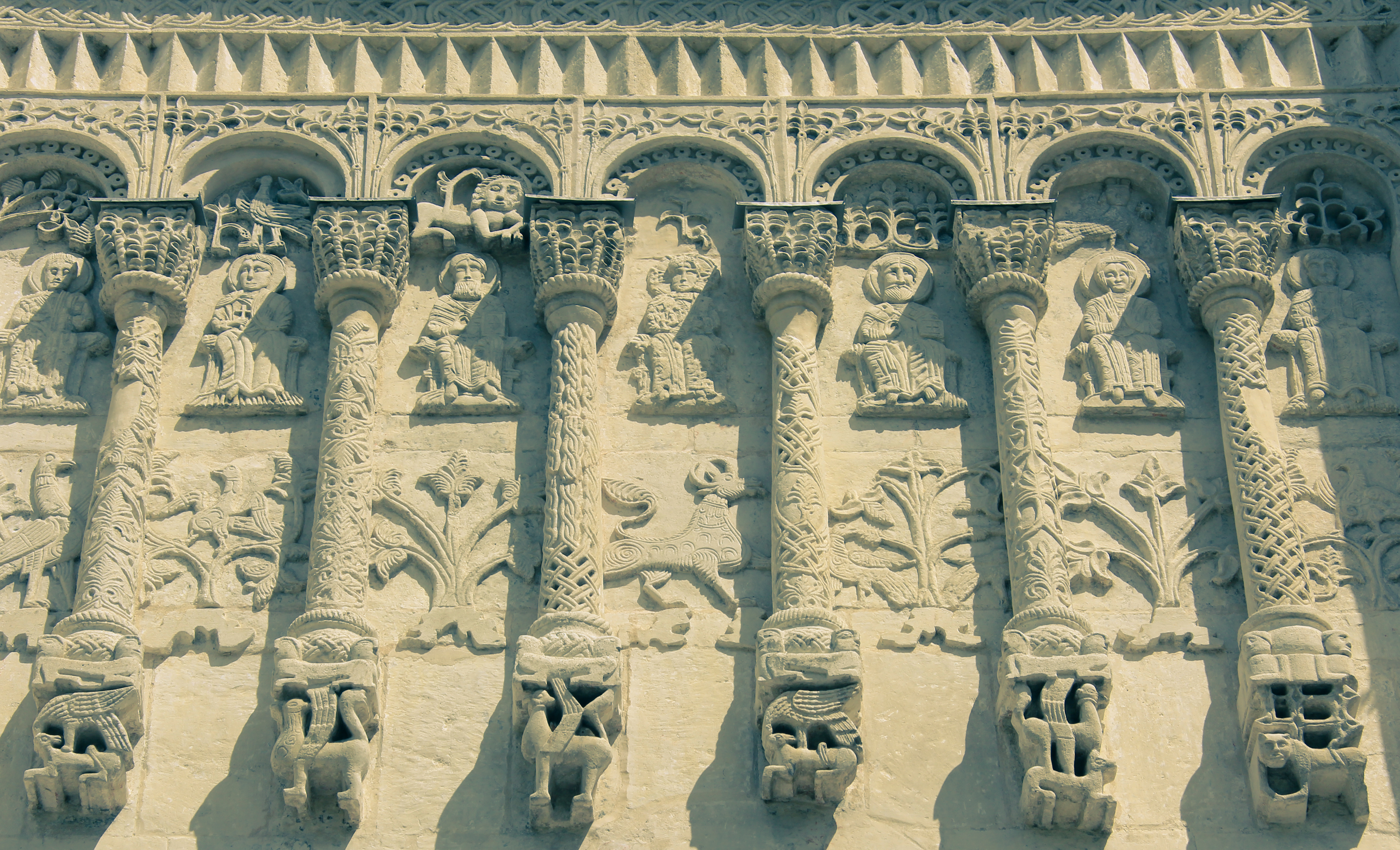
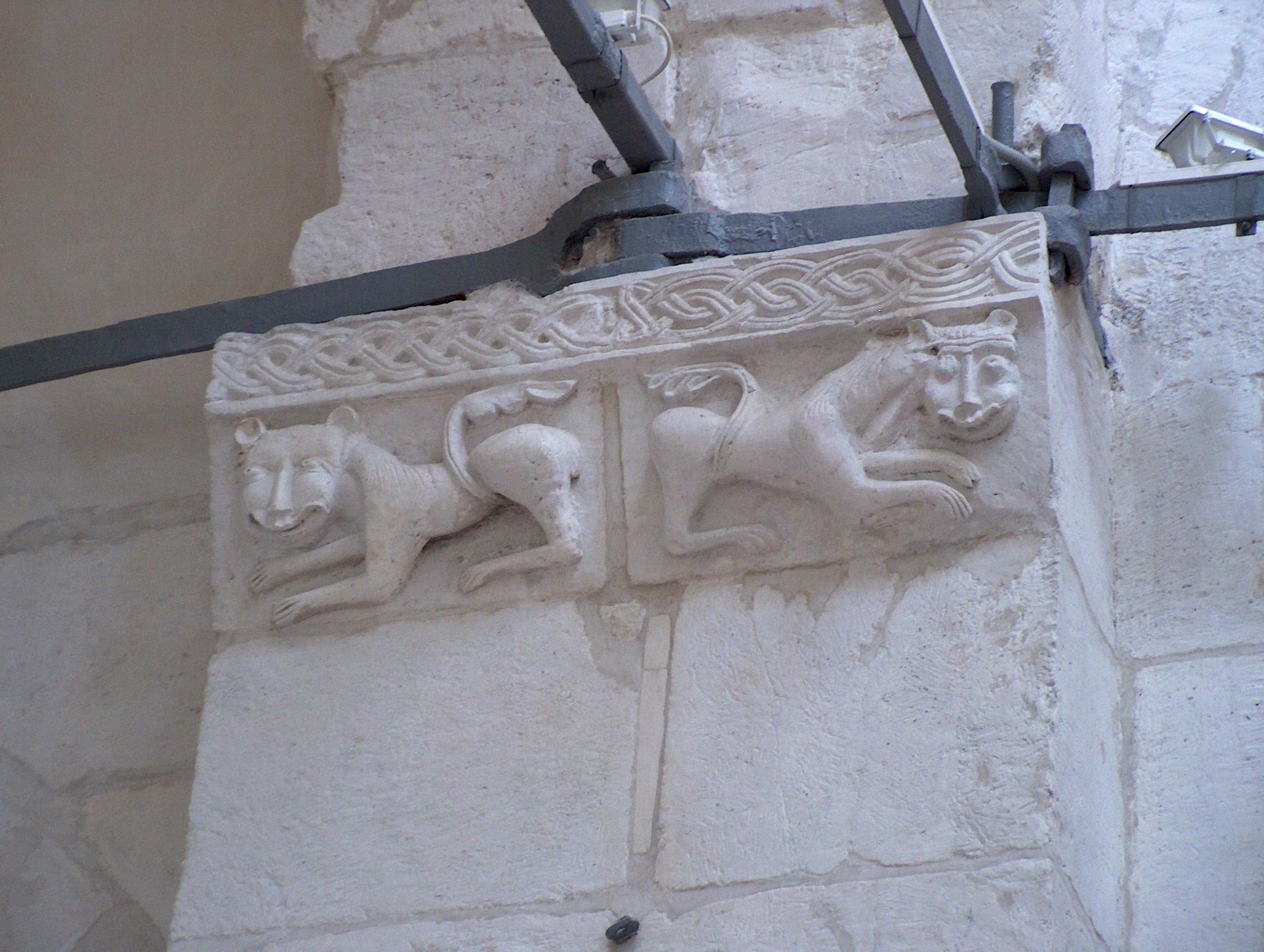
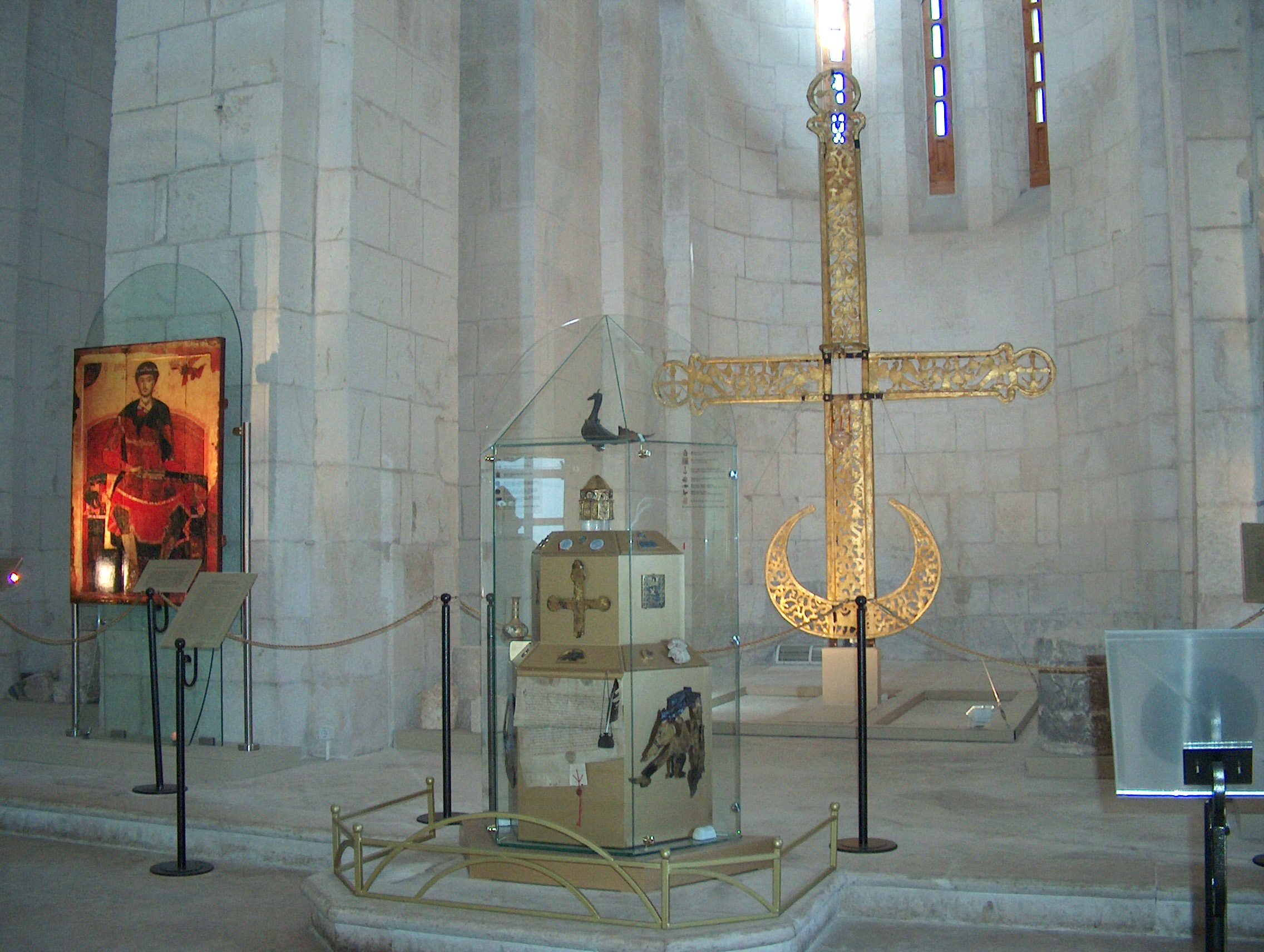

## Note

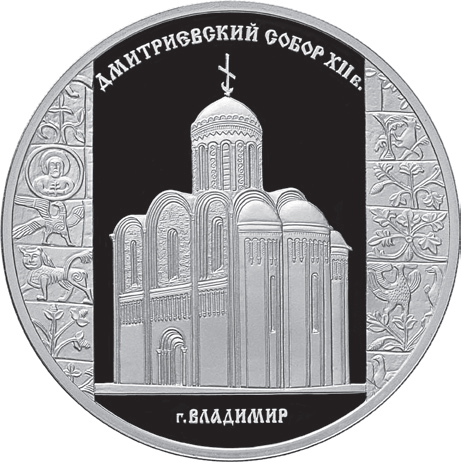
Moneta commemorativa